# Adam Hicks
Adam Paul Nielson Hicks (ur. 28 listopada 1992 w Las Vegas, w Nevadzie) – amerykański aktor i raper. Występował w roli Luthera Wafflesa w Zeke i Luther, Wena w Lemoniada Gada oraz jako Boz (zastępując Mitchela Musso) w trzeciej serii Pary królów.

## Życiorys

### Wczesne życie
Hicks urodził się w Las Vegas w stanie Nevada. Jest synem Lucy i Rona Hicksów.

### Kariera aktorska
Jego pierwszą rolą było zagranie 5-letniego Dave’a (Titusa) w serialu Tragikomiczne wypadki z życia Titusa. Później miał takie role jak Robbie Funkhouser w filmie The Funkhousers albo Colin Doyle w Mostly Ghostly: Who Let the Ghosts Out?. W 2009 roku dostał główną rolę w serialu Zeke i Luther. W 2011 roku dostał następną główną rolę w filmie Lemoniada Gada, w której zagrał Wena Gifforda. W 2012 roku Hicks zastąpił w serialu Para królów Mitchela Musso dostając następną główną rolę w trzecim sezonie serialu. Wciela się w rolę Boza - zagubionego bliźniaka Brady’ego i Boomera.

### Kariera muzyczna
Hicks nagrał remake utworu MC Hammer „U Cannot Touch This” z Danielem Curtisem Lee. Teledysk do utworu został pokazany 29 czerwca 2009 na Disney XD. Zrobił remix do utworu „In The Summertime” zespołu Mungo Jerry. Pod koniec 2010 roku napisał i nagrał piosenkę „Happy Universal Holidays” z Ryan Newman. Na początku 2011 roku wydał utwór pod tytułem „Dance For Life” z Drew Seeley do serialu Disney Channel Original Series – Shake It Up, który ukazał się na albumie Shake It Up: Break It Down. Hicks jest współautorem utworów „Determinate”, „Breakthrough” i „Livin 'On High Wire” w filmie Lemoniada Gada. Hicks nagrał utwór „We Burnin 'Up” z Chrisem Brochu, który został wydany w 2011 roku. 15 września 2011 r. wydał „Las Vegas (My City)”, hymn rodzinnego miasta o jego walkach i marzy, aby odnieść sukces w branży rozrywkowej.

### Aresztowanie
25 stycznia 2018 roku Hicks został aresztowany w Burbank w Kalifornii wraz ze swoją dziewczyną, aktorką Danni Tamburro, pod zarzutem szeregu napadów z bronią w ręku. Oczekuje teraz na ocenę zdrowia psychicznego w celu ustalenia, czy jest wystarczająco kompetentny, aby stanąć przed sądem pod zarzutem zbrojnych napadów.

## Filmografia
| Rok       | Tytuł                                   | Rola                        | Notatki                                                                  |
| --------- | --------------------------------------- | --------------------------- | ------------------------------------------------------------------------ |
| 2013      | Big Time Rush                           | Taylor Stewart              | kanał Nickelodeon                                                        |
| 2000-2002 | Tragikomiczne wypadki z życia Titusa    | 5 letni Dave (Titus)        | telewizyjny serial, 18 odcinków                                          |
| 2002      | The Funkhousers                         | Robbie Funkhouser           | film wyemitowano tylko w telewizji                                       |
| 2002      | That Was Then                           | Chłopiec w klasie           | serial telewizyjny, 1 odcinek                                            |
| 2005      | Wyścig                                  | Brady Davis                 |                                                                          |
| 2005      | Wigilijna opowieść o 12 pieskach        | Mike Stevens                |                                                                          |
| 2006      | Na psa urok                             | Zawodnik drużyny futbolowej |                                                                          |
| 2006      | Jak ugryźć robala                       | Joe Guire                   |                                                                          |
| 2008      | Mostly Ghostly: Who Let the Ghosts Out? | Colin Doyle                 |                                                                          |
| 2009-2013 | Zeke i Luther                           | Luther Waffles              | serial telewizyjny, główna rola                                          |
| 2010      | Jonas w Los Angeles                     | DZ                          | serial telewizyjny                                                       |
| 2010      | Zapping Zone                            | on sam                      | Latynoamerykański game show opowiadający o życiu na planie Zeke i Luther |
| 2010      | Peter Punk                              | Luther Waffles              |                                                                          |
| 2011      | Lemoniada Gada                          | Wen                         | film telewizyjny, rola główna                                            |
| 2011      | Disney’s Friends for Change Games       | on sam                      | Zespół zielony                                                           |
| 2011      | Wkręty z górnej półki                   | on sam                      | Gościnnie                                                                |
| 2011      | Z innej beczki                          | on sam                      |                                                                          |
| 2012–2013 | Para królów                             | Boz                         | serial telewizyjny, rola główna (3. sezon)                               |

### Single
| Tytuł                                        | Rok  | Pozycja | Pozycja |
| Tytuł                                        | Rok  | US      | CAN     |
| -------------------------------------------- | ---- | ------- | ------- |
| „We Burnin' Up” (ft. Chris Brochu)           | 2011 | –       | –       |
| „Dance For Life” (ft. Drew Seeley)           | 2011 | –       | –       |
| „Happy Universal Holidays” (ft. Ryan Newman) | 2010 | –       | –       |
| „In The Summertime” (ft. Daniel Curtis Lee)  | 2010 | –       | –       |
| „U Can't Touch This” (ft. Daniel Curtis Lee) | 2009 | –       | –       |